# NGC 6155
NGC 6155 é uma galáxia espiral (Sc) localizada na direcção da constelação de Hercules. Possui uma declinação de +48° 22' 03" e uma ascensão recta de 16 horas, 26 minutos e 08,3 segundos.
A galáxia NGC 6155 foi descoberta em 12 de Maio de 1787 por William Herschel.